# كليفلاند روبنسون
كليفلاند روبنسون (بالإنجليزية: Cleveland Robinson)‏ هو نقابي أمريكي، ولد في 12 ديسمبر 1914 في جامايكا، وتوفي في 23 أغسطس 1995 في نيويورك في الولايات المتحدة بسبب قصور كلوي.